# Eduquês

## "Eduquês" - pedagogia romântica e construtivista radical
"Eduquês" é um neologismo criado em Portugal nos fins dos anos 1990 e generalizado a partir dos primeiros anos do século XXI e que tem um significado difuso. De início, foi utilizado para referir a linguagem hermética seguida por alguns académicos da área de pedagogia e "Ciências da Educação", alguns técnicos do Ministério da Educação e algumas associações de professores. Posteriormente, começou a ser utilizado para referir os alegados extremos de uma teoria pedagógica não-diretiva de inspiração rousseaneana, muitas vezes classificada como “romântica” ou “construtivista radical”. “Eduquês” é um termo depreciativo, que associa duas críticas aos partidários desta corrente pedagógica: falta de clareza na expressão e radicalismo construtivista romântico.

### História do termo
Ao que se afirma em várias obras impressas, o termo "eduquês" foi pela primeira vez utilizado pelo ministro Marçal Grilo numa reunião com técnicos do ministério em que, em vez de uma linguagem simples e direta, estes utilizavam termos pouco comuns e difíceis de entender. Na altura estava em voga falar de “juridiquês”, “diplomês” e termos semelhantes precisamente com o mesmo sentido crítico em relação à linguagem pouco clara praticada por alguns profissionais. O termo foi depois divulgado por alguns críticos das teorias pedagógicas então dominantes, nomeadamente António Barreto, Jorge Buescu, Nuno Crato, Carlos Fiolhais, Desidério Murcho,  João Filipe Queiró e Guilherme Valente. O livro O ‘Eduquês' em Discurso Directo: Uma Crítica da Pedagogia Romântica e Construtivista, de Nuno Crato, marcou o debate pedagógico subsequente.
De acordo com esse livro e outros textos do mesmo e de outros autores, a falta de clareza da expressão está associada a um raciocínio frouxo na defesa de ideias pouco sólidas e que se prefere manter pouco claras. O ponto foi desenvolvido pelo filósofo luso-brasileiro Desidério Murcho: “sempre que estamos perante esta prostituição da linguagem é porque se procura fazer passar ideias que claramente expressas ninguém aceitaria (…)  quando uma linguagem académica ou especializada não tem realmente densidade teórica, simulando apenas que o tem, algo está profundamente errado”.

### Teorias pedagógicas visadas
O termo "eduquês" refere depreciativamente uma corrente pedagógica com origem remota no romantismo filosófico de Rousseau, Pestalozzi e outros e com extensões modernas no construtivismo pedagógico mais radical.
De acordo com alguns dos críticos citados, o "eduquês" vai além das recomendações razoáveis destas correntes pedagógicas. De acordo novamente com alguns dos críticos citados, o "eduquês" tem inspiração numa vulgata sociológica marxiana de inspiração gramsciana e na sua teoria da hegemonia. Outros críticos, contudo, apontam que Gramsci seria, pelo menos do ponto de vista pedagógico, um anti-"eduquês". 
Assim, de acordo com os mesmos críticos, não se trata apenas de dar destaque aos interesses da criança e ajudá-la no seu processo de aprendizagem, dando-lhe um papel ativo - como é recomendado pelas teorias ditas românticas. Vai-se mais longe, pretendendo que a disciplina apenas interessa se auto-consentida, que os jovens devem construir eles próprios o seu currículo, que a aprendizagem tem de ser toda baseada na motivação e no interesse dos jovens, sem pressão externa a prejudicial à autonomia dos jovens. 
Novamente de acordo com os mesmos críticos, não se trata também de procurar apenas um ensino ativo em que os jovens integrem e deem sentido ao conhecimento que adquirem - como é recomendado pelo construtivismo pedagógico. Trata-se de recusar a transmissão de conhecimentos como prejudicial à sua assimilação ativa, de basear tudo na descoberta dos alunos e defender que o conhecimento se gera sempre a partir do empenho na resolução de problemas práticos, não havendo lugar para a repetição, o treino e a memorização.